# Борне
Борне (фр. Bornay) насеље је и општина у источној Француској у региону Франш-Конте, у департману Јура која припада префектури Лон ле Соније.
По подацима из 2011. године у општини је живело 174 становника, а густина насељености је износила 25,74 становника/km². Општина се простире на површини од 6,76 km². Налази се на средњој надморској висини од 522 метара (максималној 629 m, а минималној 335 m).

## Демографија
| 1962. | 1968. | 1975. | 1982. | 1990. | 1999. | 2011. |
| ----- | ----- | ----- | ----- | ----- | ----- | ----- |
| 108   | 117   | 101   | 151   | 177   | 181   | 174   |

График промене броја становника у току последњих година